# Městský stadion v Horním parku
Das Městský stadion v Horním parku (deutsch Städtisches Stadion im Horní Park) ist ein Fußballstadion mit Leichtathletikanlage in der tschechischen Stadt Znojmo, Jihomoravský kraj (deutsch Südmährische Region). Es ist die Heimspielstätte des Fußballvereins 1. SC Znojmo. Das Stadion bietet heute 2599 Sitzplätze. In der Nähe liegt die Eissporthalle Nevoga Arena. Sie ist die Heimat des Eishockeyklubs Orli Znojmo.

## Geschichte

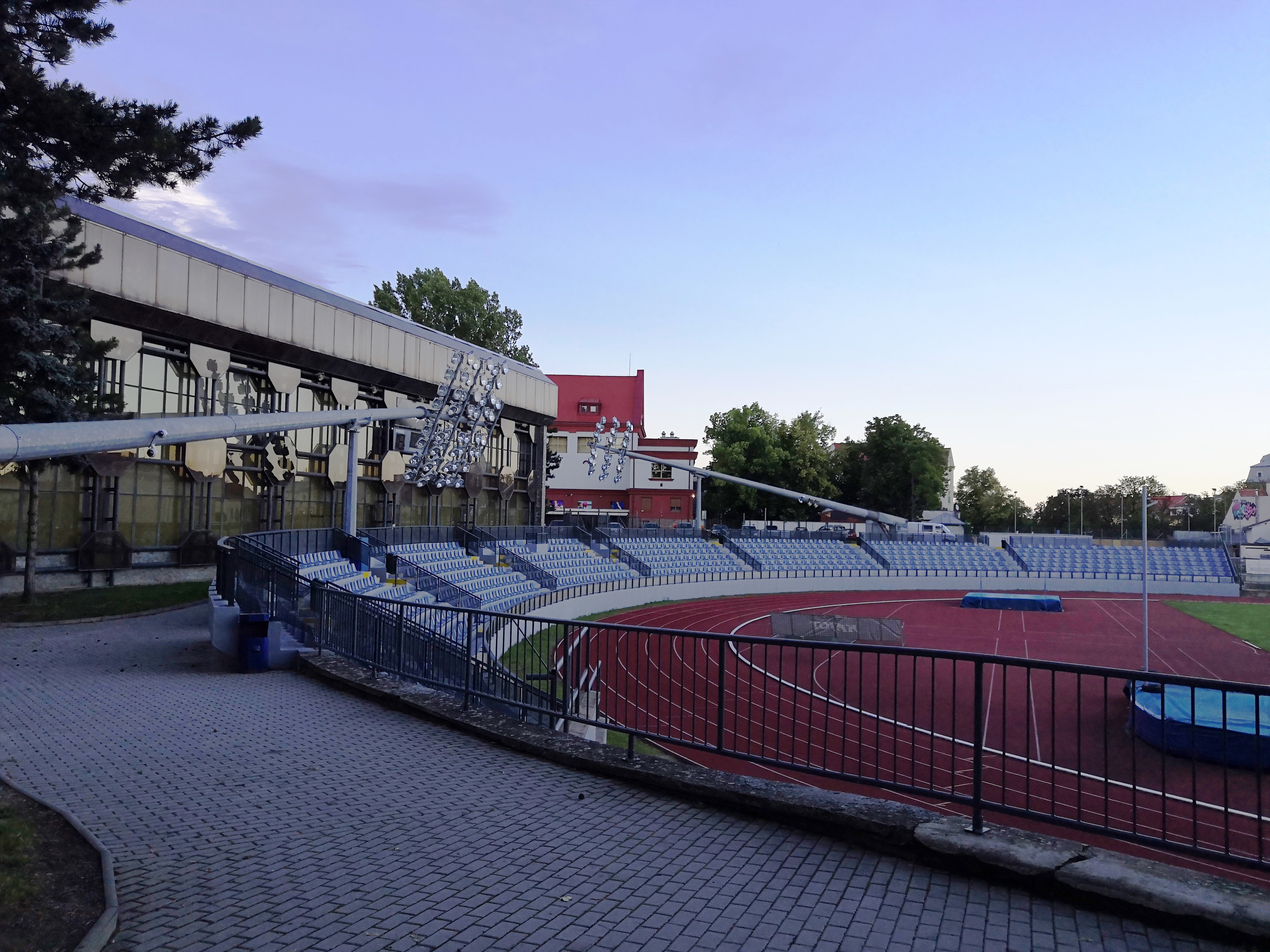
Masten der klappbaren Flutlichtanlage

Der Bau des Stadions begann 1948. Auf dem Gelände befanden sich zuvor schon zwei Fußballfelder. Es wurde 1952 fertiggestellt und im Beisein des tschechoslowakischen Ausnahmeläufers Emil Zátopek eröffnet. Im Laufe der Jahre wurden kleinere Arbeiten durchgeführt. Die Haupttribüne erhielt ein Dach. 2006 wurde die sechsspurige Leichtathletikanlage erneuert. Im Jahr darauf folgte die Umbenennung von Stadion v Husových sadech in Městský stadion v Horním parku. Der 1. SC Znojmo stieg in die Gambrinus Liga 2013/14, die höchste Spielklasse des Landes, auf. Der Klub erhielt für das Stadion aber keine Lizenz vom FAČR und musste in das Městský fotbalový stadion Srbská nach Brünn ausweichen. Daraufhin wurde das städtische Stadion mit Hilfe des Ministeriums für Bildung, Jugend und Sport, das den größten Beitrag leistete, renoviert. Die Stadt als Eigentümerin und auch die Südmährische Region beteiligten sich finanziell an der Modernisierung. Die Kosten lagen bei 47 Mio. tschechischen Kronen (rund 1,95 Mio. Euro). Es erhielt u. a. ein neues Naturrasenspielfeld mit Rasenheizung. Es wurde eine Flutlichtanlage installiert. Die vier Masten lassen sich auf ganzer Länge, ähnlich wie im Karl-Liebknecht-Stadion in Potsdam, herunterklappen. Im Stadion wurden Kunststoffsitze statt der Holzbänke montiert. Statt heute 2599 Plätze verfügte es vorher über 5000 Plätze, die meisten davon Stehplätze. Perspektivisch ist der Bau einer kleinen Tribüne auf der Gegengeraden geplant. Neben den Fußballern ist die Leichtathletikabteilung des TJ Znojmo auf der Anlage ansässig. Darüber hinaus wird es im Schulsport sowie regelmäßig für den Feuerwehrsport genutzt.

## Länderspiele
Die Partie der U-20-Männer war das erste Länderspiel im Stadion von Znojmo.
U-20-Männer
- 14. Nov. 2015:  Tschechien –  Niederlande 2:2 (Freundschaftsspiel)[5]